# Anoteropsis montana
Anoteropsis montana är en spindelart som beskrevs av Vink 2002. Anoteropsis montana ingår i släktet Anoteropsis och familjen vargspindlar. Inga underarter finns listade i Catalogue of Life.